# Michelangelo Anastassiades
Michelangelo Anastassiades (* 1969) ist ein deutsch-zyprischer Lebensmittelchemiker, welcher Leiter des EURL-SRM-Labors beim Chemischen und Veterinäruntersuchungsamt (CVUA) Stuttgart ist. Er entwickelte die QuEChERS-Methode zur Bestimmung von Pestizidrückständen in Lebensmitteln.

## Leben
Anastassiades war von 1995 bis 2000 Lebensmittelchemiker am Pestizidrückstandslabor des CVUA Stuttgart. Dort führte er zwei Forschungsprojekte zur Verwendung der Extraktion von Flüssigkeiten mit überkritischem Zustand zur Analyse von Pestizidrückständen in Lebensmitteln durch. In seiner Postdoc-Zeit, zwischen 2000 und 2002, besuchte er die USDA in Wyndmoor, Pennsylvania, USA und forschte zu verschiedenen Themen, einschließlich der Entwicklung einer schnellen und einfachen Methode zur Analyse von Pestizidrückständen in Lebensmitteln (QuEChERS). Anastassiades arbeitete von 2003 bis 2006 als wissenschaftlicher Experte am Pestizidrückstandslabor des CVUA Stuttgart und ist seit 2006 Leiter des EURL-SRM-Labors am Chemischen und Veterinäruntersuchungsamt (CVUA) Stuttgart.